# Esbjerg (Schiff, 1929)
Die Esbjerg war ein dänisches Kombischiff, das vor dem Zweiten Weltkrieg zwischen Dänemark und Großbritannien verkehrte, 1944/45 von der deutschen Kriegsmarine als Wohn- und Zielschiff bei einer U-Boot-Ausbildungsflottille genutzt wurde, 1945 in der Ostsee nach Minentreffer sank, gehoben wurde und dann nach Umbau von 1950 bis 1977 als Ciudad de Ibiza (2) zwischen dem spanischen Festland und Inseln des Königreichs sowie spanischen Territorien auf dem afrikanischen Festland verkehrte.

## Bau und technische Daten
Das Motorschiff wurde, als drittes von vier Schwesterschiffen (die anderen waren die Parkeston, die England und die Jylland), am 4. August 1928 auf der Werft von Helsingør Jernskibs- og maskinbyggeri A/S in Helsingør mit der Baunummer 186 auf Kiel gelegt. Auftraggeber war die Reederei Det Forenede Dampskibs-Selskab A/S (DFDS) in Kopenhagen. Der Stapellauf erfolgte am 23. Januar 1929, und das Schiff wurde nach der dänischen Hafenstadt benannt, die ihr Heimathafen werden sollte. Die letzte Probefahrt erfolgte am 21. April 1929, und die Esbjerg wurde am 23. April 1929 an die Reederei abgeliefert. Das Schiff war 98,88 m lang (Lüa) und 13,46 m breit und hatte 5,38 m Tiefgang. Es war mit 2762 BRT und 1553 NRT vermessen, die Tragfähigkeit betrug 1670 tdw. Insgesamt konnten bis zu 254 Passagiere befördert werden (128 in der 1. Klasse, 88 in der 2. Klasse und 38 in der 3. Klasse), dazu 20 Kraftwagen, die per Ladebaum an Bord genommen wurden. Die Esbjerg hatte einen Schornstein mittschiffs auf dem Deckshaus und je einen Mast mit Ladebäumen auf dem Vor- und Achterschiff. Zwei 6-Zylinder-Dieselmotoren von Burmeister & Wain leisteten insgesamt 3300 PSi und ermöglichten eine Geschwindigkeit von bis zu 16 Knoten.

## Geschichte

### Esbjerg
Die Esbjerg fuhr nach ihrer Indienststellung vom 25. April 1929 bis zum September 1939 im Linienverkehr auf der Route Esbjerg–Harwich. Am 2. September 1939 machte sie zum letzten Mal vor der britischen Kriegserklärung im Harwich fest, und am 9. September lief sie nach Frederikshavn, wo sie aufgelegt wurde. Am 23. April 1940, nach der  deutschen Besetzung Dänemarks, verlegte sie nach Kopenhagen.

### Kürassier
Am 20. Januar 1944 wurden die Esbjerg und ihre drei Schwesterschiffe von der Kriegsmarine in Besitz genommen, um als Hilfsschiffe eingesetzt zu werden. Die Esbjerg lief am 30. März aus Kopenhagen aus und erreichte am folgenden Tag Pillau, wo sie in Kürassier umbenannt wurde. Sie wurde als Wohn- und Zielschiff bei der im August 1943 zur Torpedoschießausbildung von Kommandanten gebildeten 23. U-Flottille eingesetzt. Bei der im Januar 1945 beginnenden Evakuierung von Verwundeten und Flüchtlingen aus Ostpreußen war die Kürassier von Beginn an beteiligt. In der letzten Kriegswoche, am 3. Mai 1945, überstand die Kürassier, mit weiteren zuvor bei U-Boot-Flottillen eingesetzten Wohnschiffen bei Fehmarn ankernd, zwei Bombenangriffe britischer Hawker Typhoon Kampfflugzeuge; die Swakopmund wurde dabei versenkt, die Wega in Brand gesetzt und aufgegeben und die Pionier, obwohl unbeschädigt, von ihrer Besatzung auf den Strand gesetzt.

### Esbjerg
Nach Kriegsende wurden die Esbjerg (ex Kürassier) und die Parkeston (ex Pionier) in Lübeck liegend von der Royal Navy beschlagnahmt und dann im Juli offiziell ihrem rechtmäßigen Vorkriegsbesitzer zurückgegeben. Am 23. Juli 1945 übernahmen dänische Besatzungen die beiden Schiffe und das ebenfalls während des Krieges beschlagnahmte kleine Minensuchboot MS 3, um sie nach Kopenhagen zu überführen. Das Minensuchboot erlitt am nächsten Tag Maschinenschaden und wurde dann von der Esbjerg abgeschleppt. Während die Parkeston am 26. Juli 1945 Kopenhagen erreichte, geriet die Esbjerg am 25. Juli 1945 abends um 22 Uhr 30 ostsüdöstlich von Stevns Klint auf Position 55° 14′ 0″ N, 12° 36′ 0″ O auf eine Mine und sank am nächsten Tag in 24 m Wassertiefe. Bei der Explosion riss das Abschlepptau auf der MS 3, die durch die Minenexplosion nicht beschädigt wurde. Die Parkeston rettete alle Besatzungsmitglieder der Esbjerg. Bergungsarbeiten begannen im Juni 1946 und im August 1946 wurde das Wrack gehoben. Es wurde schwimmfähig gemacht und dann nach Kopenhagen geschleppt, wo es am 18. September ankam. Nach ausgiebiger Begutachtung entschieden die Eigner sich gegen eine Reparatur und für einen Verkauf.

### Ciudad de Ibiza
Die Compañía Trasmediterránea aus Madrid, die ihre Verbindungen vom spanischen Festland zu den Balearen intensivieren wollte, kaufte das Schiff im Juli 1947. Am 2. August verließ es Kopenhagen hinter dem Schlepper Freja, und am 1. Oktober erreichte es Valencia. Auf der Werft der Factoría de la Unión Naval de Levante de Valencia wurde das Schiff grundlegend erneuert und den Erfordernissen des Balearen-Dienstes angepasst. Erst im Dezember 1949 waren die Arbeiten abgeschlossen. Die Passagier-Kapazität wurde auf insgesamt 405 Personen erweitert: 100 in der 1., 64 in der 2., 96 in der 3. Klasse und 145 Deckspassagiere. Das Schiff wurde mit dem neuen Namen Ciudad de Ibiza am 20. Dezember 1949 in Dienst gestellt, lief am 6. Januar 1950 zum ersten Mal nach Palma aus und kam am 9. Januar in Ibiza an. In der Folge verkehrte die Ciudad de Ibiza, zweites Schiff der Reederei mit diesem Namen, bis Anfang 1962 zweimal wöchentlich zwischen Palma und Valencia, davon einmal mit Zwischenstopp in Ibiza. Dann übernahm die im Dezember 1961 in Dienst gestellte Ciudad de Granada diese Strecke, und die Ciudad de Ibiza bediente danach zunächst andere Strecken im Balearen-Sektor, aber auch die Linie von Sevilla zu den Kanaren und von Málaga nach Melilla. Später fuhr sie zwischen Alicante und Palma – ab 1965 dreimal pro Woche – von sowie von Ibiza nach Barcelona, Valencia und Alicante und in den letzten Jahren hauptsächlich zwischen Barcelona und Mahón.
Die Ciudad de Ibiza wurde 1977 in Palma außer Dienst gestellt und dann zum Abbruch versteigert. Am 5. November 1978 verließ das Schiff Palma in Richtung Vilanova i la Geltrú, wo es ab Dezember von der Salvamento y Demolición Naval abgewrackt wurde.